# Gare de Rassuen
La gare de Rassuen est une gare ferroviaire française de la  ligne de Miramas à l'Estaque située dans le quartier de Rassuen, sur le territoire de la commune d'Istres dans le département des Bouches-du-Rhône, en région Provence-Alpes-Côte d'Azur.
C'est une gare de la SNCF desservie par des trains TER Provence-Alpes-Côte d'Azur.

## Situation ferroviaire
Établie à 19 m d'altitude, la gare de Rassuen est située au point kilométrique (PK) 822,931 de la ligne de Miramas à l'Estaque, entre les gares d'Istres et de Fos-sur-Mer.

## Fréquentation
De 2015 à 2023, selon les estimations de la SNCF, la fréquentation annuelle de la gare s'élève aux nombres indiqués dans le tableau ci-dessous.
| Année               | 2015  | 2016  | 2017  | 2018  | 2019  | 2020  | 2021  | 2022  | 2023  |
| ------------------- | ----- | ----- | ----- | ----- | ----- | ----- | ----- | ----- | ----- |
| Nombre de voyageurs | 3 614 | 3 299 | 4 220 | 2 946 | 3 035 | 1 340 | 3 925 | 6 380 | 6 240 |

## Service des voyageurs

### Accueil
Halte, c'est un point d'arrêt non géré (PANG) à entrée libre.

### Desserte
Rassuen est desservie par les trains TER Provence-Alpes-Côte d'Azur de la ligne 07 Marseille-Miramas (via Port-de-Bouc et Rognac).

## Patrimoine ferroviaire
L'ancien bâtiment voyageurs, désormais fermé aux voyageurs, est habité.
Construit durant les années 1910, il s'agit d'un bâtiment de style régional, comme les autres gares de la ligne.
Ce bâtiment à deux étages possède six travées avec un surhaussement à une extrémité où la frise est complété par le nom de la gare, inscrit en carreaux de céramique.
À noter que le bâtiment voyageurs de la gare, voisine, d'Istres, est plus petit que celui de la gare de Rassuen.